# 中国科学技术史 (卢嘉锡)
《中国科学技术史》是科学出版社出版的三十卷关于中国的科学和技术历史的宏篇巨作，由中国科学院院长卢嘉锡担任总主编。《中国科学技术史》分为30卷
1. 《通史卷》
2. 《科学思想史卷》
3. 《中外交流卷》
4. 《人物卷》
5. 《教育机构及管理卷》
6. 《数学卷》 郭书春主编 李兆华副主编
7. 《物理学卷》
8. 《化学卷》
9. 《天文学卷》
10. 《地学卷》
11. 《生物学卷》
12. 《农学卷》
13. 《医学卷》
14. 《水利卷》
15. 《机械卷》
16. 《建筑卷》 傅熹年著
17. 《桥梁卷》
18. 《矿冶卷》
19. 《纺织卷》
20. 《陶瓷卷》
21. 《造纸与印刷卷》
22. 《交通卷》
23. 《军事技术卷》
24. 《度量衡卷》
25. 《词典卷》
26. 《典籍卷一》
27. 《典籍卷二》
28. 《图录卷》
29. 《年表卷》
30. 《论著索引卷》姜丽蓉主编

其中1-5是综合类，6-24是专史类，25-30是工具类